# گواژتسا
گواژتسا (به لاتین: Głazica) یک روستا در لهستان است که در گمینا شمود واقع شده‌است. گواژتسا ۱۹۲ نفر جمعیت دارد.